# Jízdné

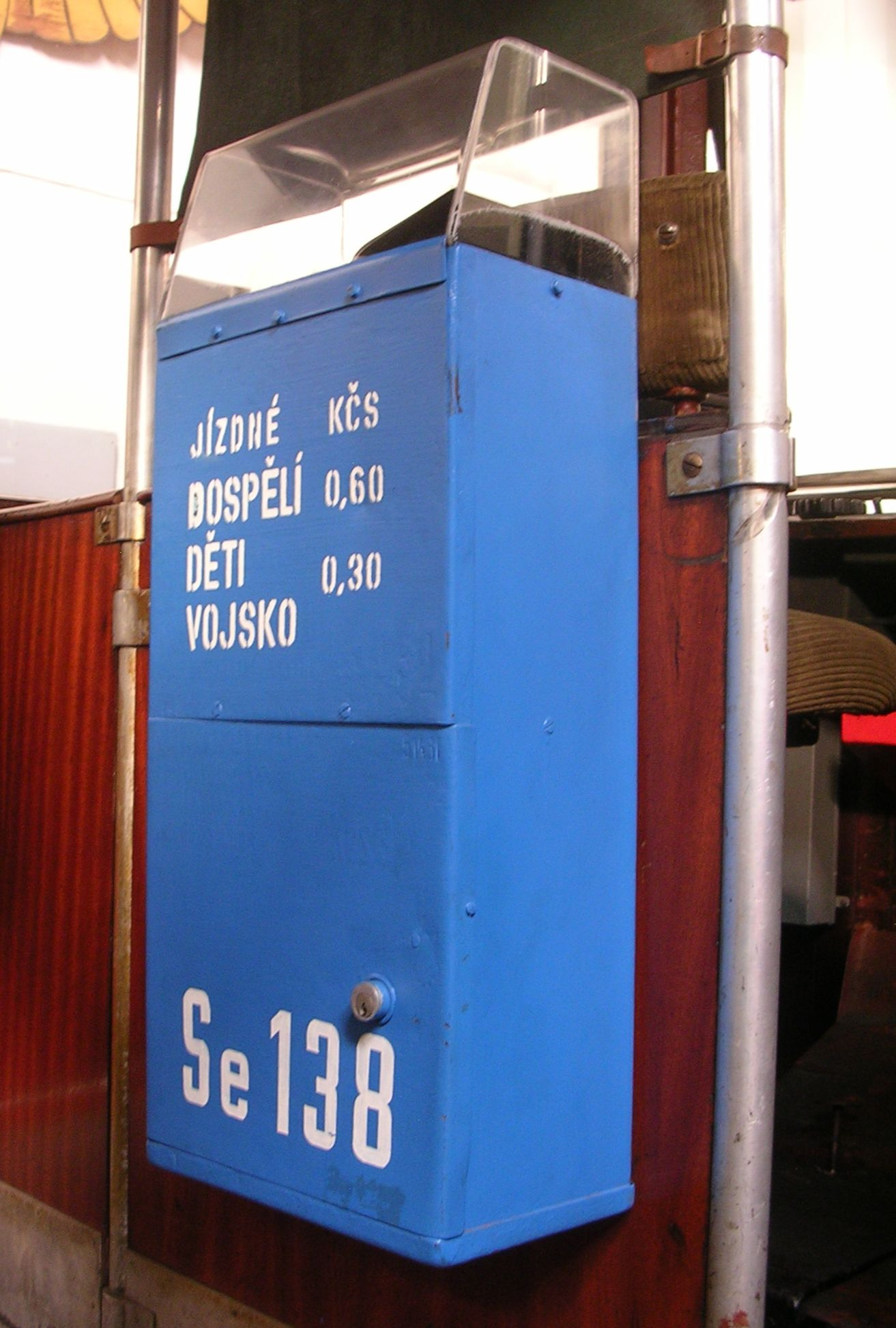
Někdejší pokladna v tramvaji se samoobslužným placením jízdné (Muzeum MHD Praha-Střešovice)

Jízdné je cena za přepravu osoby či osob, zejména ve veřejné dopravě silničními nebo kolejovými vozidly (vlak, metro, tramvaj, autobus, trolejbus, taxislužba), ale i například na lanové dráze, ve vodní dopravě atd. Pro cenu za přepravu zavazadel se používá termín dovozné. V letecké dopravě není jednoslovné označení vžité, nejčastěji se používá spojení „cena letenky“. Pokud jde o jízdu, která má charakter zábavní atrakce (horská dráha, strašidelný zámek, kolotoč), používá se častěji spíše označení vstupné, cena za okružní vyhlídkovou jízdu se někdy jako jízdné označuje.
Termín jízdné by neměl být zaměňován s termínem cestovné, který zpravidla označuje úhradu nákladů na dopravu při služební cestě, kterou platí zaměstnavatel zaměstnanci.

## Placení jízdného

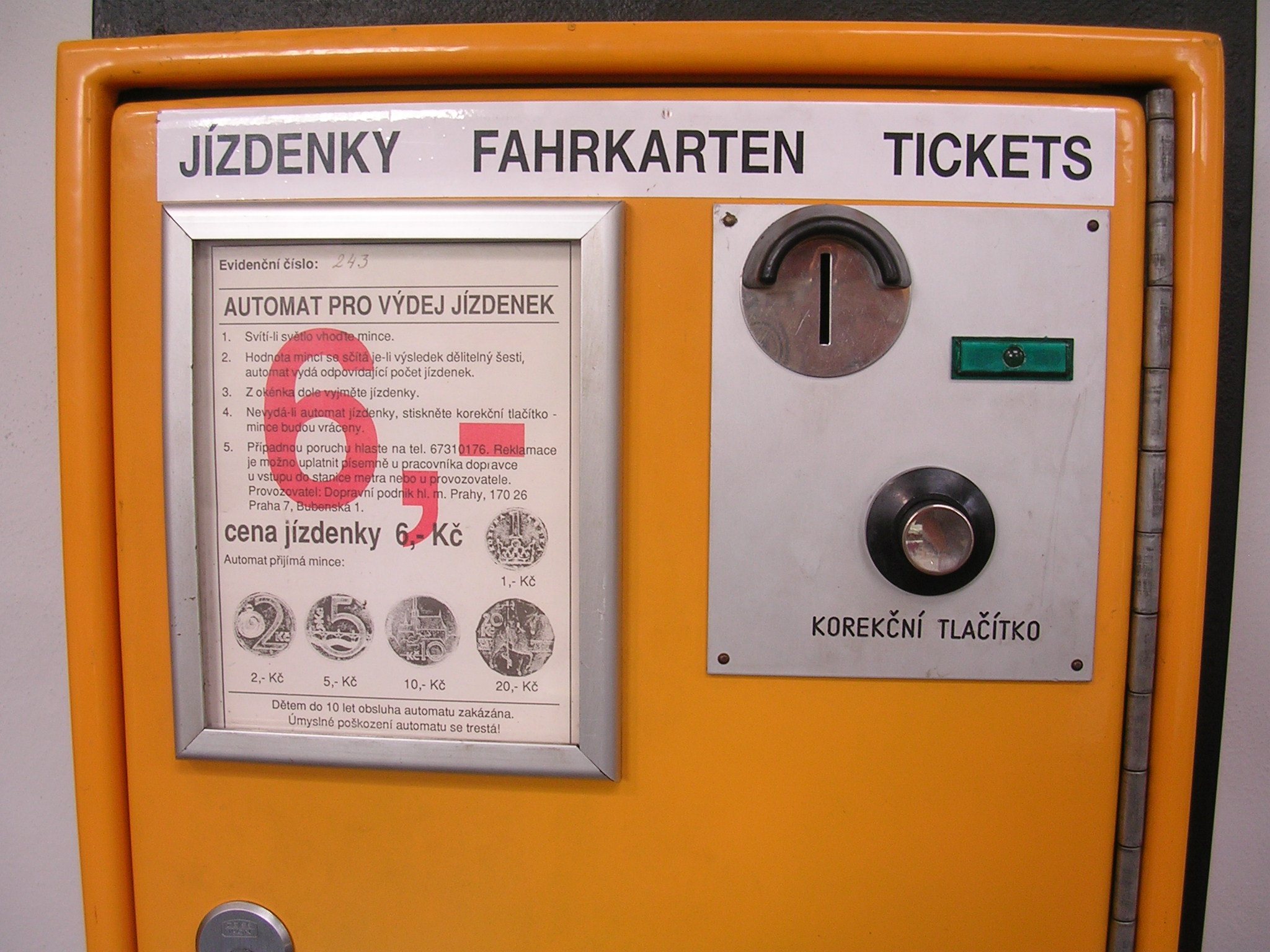
Zejména v městské hromadné dopravě se často jízdné platí v předprodejních automatech na jízdenky

Jízdné se obvykle platí buď při nástupu do vozidla (pak záleží na místních podmínkách a odbavovacím systému, jestli je jako potvrzení o zaplacení vydána jízdenka, nebo jestli se takový doklad nevydává, ale zaplacením je podmíněn vstup), nebo se zakupuje jízdenka nebo obdobný jízdní doklad v předprodeji. Někdy je možné zakoupit jízdenku až ve vozidle v průběhu přepravy. Začátkem 21. století se rozšiřují možnosti placení jízdného nebo prokazování nároku na přepravu pomocí čipových karet a podobných elektronických prostředků, přičemž v některých případech má taková čipová karta jen funkci elektronické peněženky, v jiných případech nebo současně také funkci jízdenky. Existují rovněž další formy elektronických jízdenek, například SMS jízdenka na mobilním telefonu nebo obdobném komunikačním zařízení nebo jízdenka, kterou cestující obdrží elektronicky na svůj počítač a sám si ji může vytisknout nebo si opsat kód, který ji identifikuje.
Jízdenka zakoupená v předprodeji může být určena buď přímo pro konkrétní spoj nebo spojení, nebo pro konkrétní přepravní relaci (stanovené výchozí a cílové místo cesty), nebo pro konkrétní tarifní pásma či zóny či pásmo kilometrické vzdálenosti, nebo síťová pro předem stanovené období. Některé jízdenky však mají více či méně charakter otevřené jízdenky, tj. zakoupením ještě není určeno, kdy a kde budou použity, ale jsou pouze dokladem o zaplacení ceny, a pro konkrétní použití jsou pak přiřazeny teprve označením či znehodnocením při nástupu nebo vyplněním určitých údajů nebo uplatněním rezervace místa (místenky) – tzv. zabookováním.

## Tarify

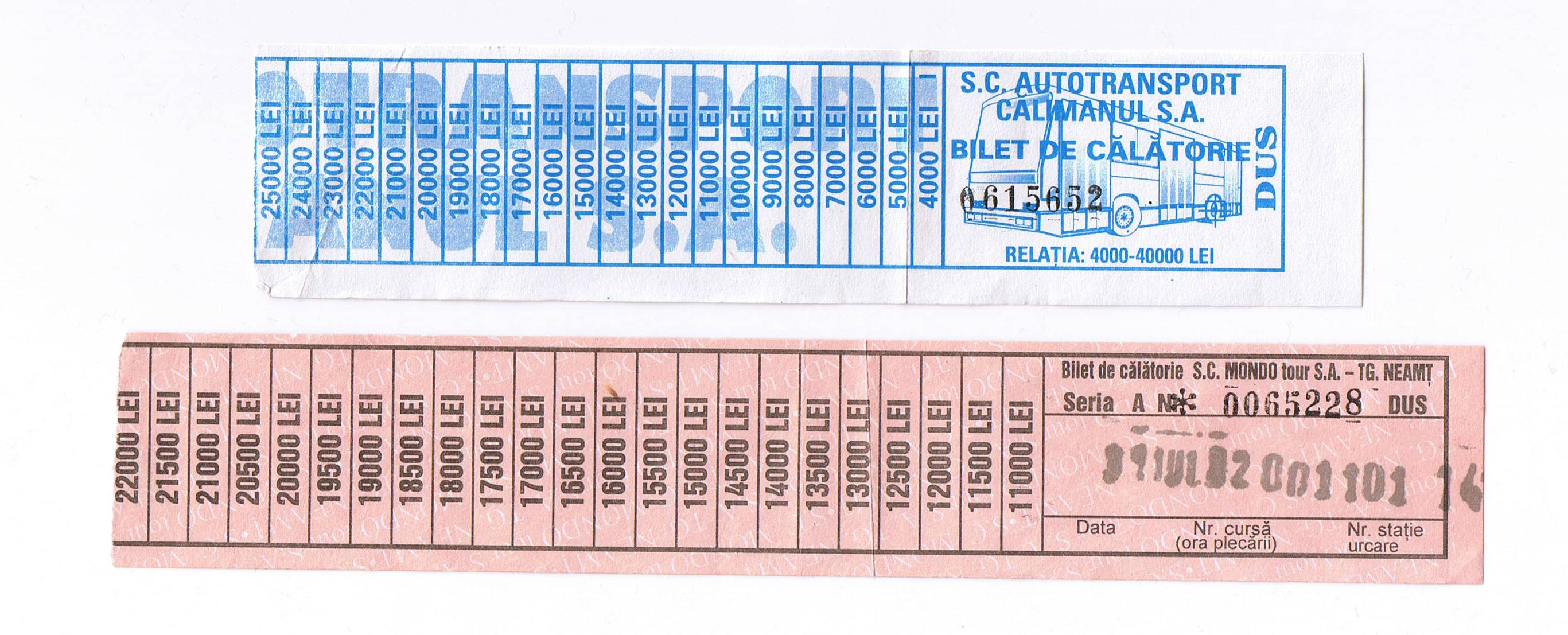
Univerzální autobusové jízdenky v Rumunsku, 2001. Podle zaplacené ceny řidič či průvodčí odtrhne a vydá pouze příslušnou část jízdenky

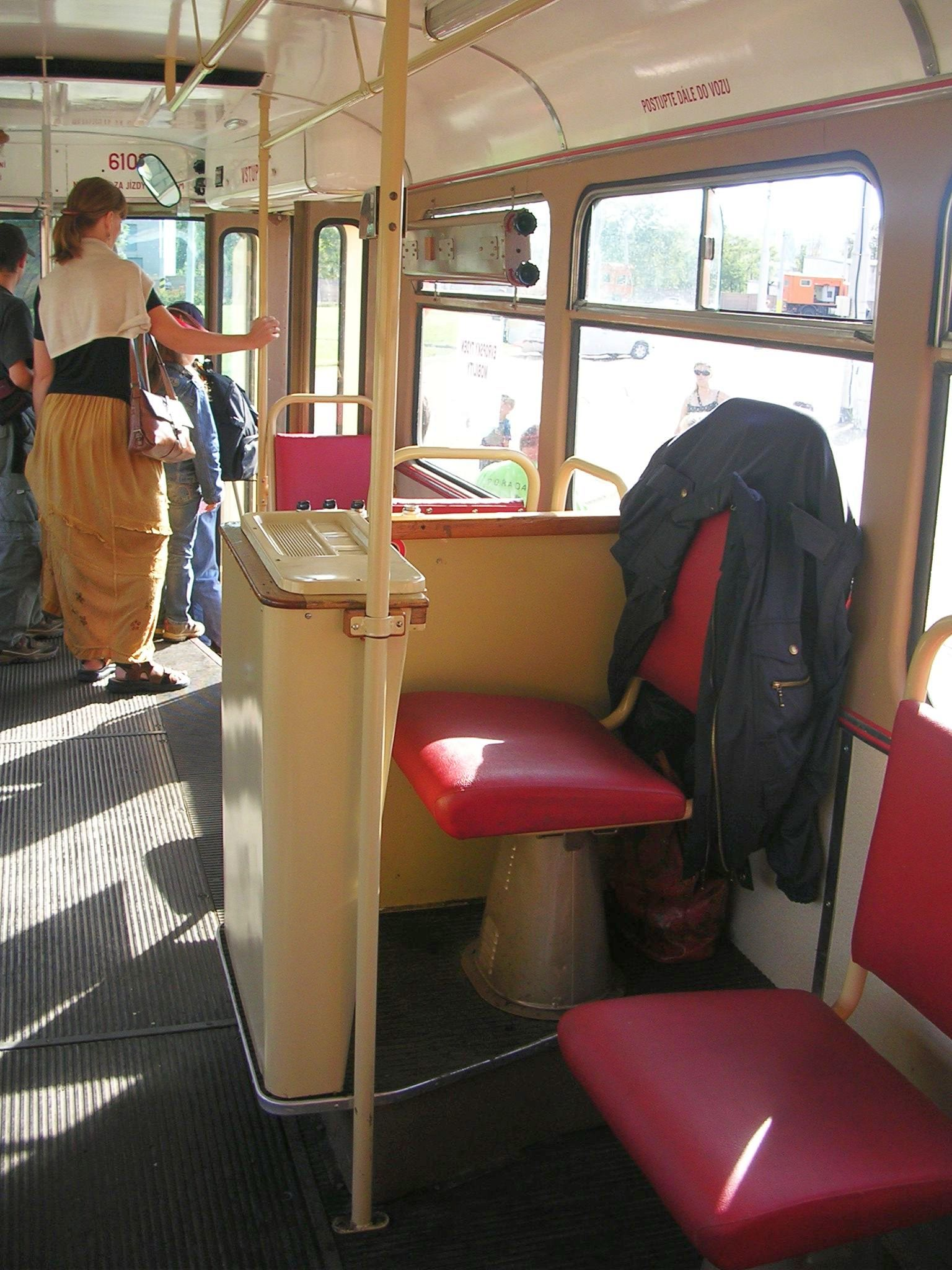
V některých odbavovacích systémech se jízdné platí průvodčímu či řidiči ve voze.

Ve veřejné dopravě je jízdné obvykle předem stanoveno tarifem. Tarif zpravidla vyhlašuje dopravce, v některých případech, zejména jde-li o dopravu dotovanou nebo dopravu, k níž je potřeba speciální licence či koncese, však státní regulační úřady nebo veřejnoprávní či jiný objednatel dopravy mohou stanovit regulaci cen nebo mohou přímo dopravci uložit jako podmínku, jaký tarif musí používat.
V něm může být odvozeno buď z přepravní vzdáleností, nebo z počtu či výčtu projetých tarifních pásem nebo zón, nebo z přepravní doby, nebo může být stanoveno samostatně pro jednotlivé přepravní relace (což lépe umožňuje přizpůsobovat ceny stavu konkurence). V některých přepravních sítích, například v menších systémech městské dopravy, může být stanoveno jednotné jízdné za jednu jízdu nebo cestu.
Obvykle tarif obsahuje různé slevy pro vybrané skupiny uživatelů. Nejběžnější bývá sleva pro děti, případně i studenty, přičemž věková rozmezí pro použití slev nebo pro nárok na bezplatnou přepravu bývají stanovena různě. Součástí nabídky rovněž mohou být slevy pro důchodce či seniory, pro invalidy, pro zaměstnance firem nebo občany či pracovníky subjektů dotujících dopravu atd. Například od 1. dubna 2022 mohou studenti, děti a senioři cestovat autobusy a vlaky (ve druhé třídě) po celé České republice za poloviční cenu. Sleva platí po celý rok a vztahuje se na všechny vnitrostátní cesty. Nabízejí ji dopravci jako České dráhy, RegioJet (kromě business třídy), GW Train Regio, Flixbus, Leo Express (pouze ekonomická třída) a Arriva. Mnohé slevy jsou nařízeny státním regulačním orgánem nebo veřejnoprávním objednatelem dopravy jako podmínka provozování, zejména jde-li o dotovanou dopravu.
Mnozí dopravci v tafifu nabízejí i různé druhy časového jízdného, například celodenní, týdenní, měsíční nebo roční jízdenku, přičemž ta může platit buď jako síťová, nebo jako relační, nebo pro omezený počet jízd. Mohou být nabízeny množstevní slevy.
V integrovaných dopravních systémech obvykle platí společný tarif pro více dopravců a více druhů dopravy, a většina jízdních dokladů umožňuje kombinovat spoje různých druhů dopravy a různých dopravců.
Výše jízdného stanoveného v tarifech by měla (případně i společně s dotacemi) zajistit pokrytí nákladů na dopravu a produkci optimálního zisku, jaký odpovídá možnostem trhu a záměrům dopravce, případně též politice objednatele. Významnou rolí tarifů může být i regulace přepravní poptávky, například získání zákazníků (například přebírání zákazníků konkurence dumpingovými cenami, nebo upřednostnění hromadné a veřejné dopravy před automobilovou a neveřejnou).

## Bezplatná přeprava
Mnozí dopravci poskytují bezplatnou přepravu například dětem do 6 let věku, invalidům, někdy i seniorům od určitého věku, držitelům zaměstnaneckých průkazek nebo i jejich rodinným příslušníkům, bývalým vlastním zaměstnancům v důchodu, poslanců, zasloužilých osobností, kontrolních pracovníků atd. Mnohé z těchto nároků vyplývají ze zákona, ze státních cenových předpisů nebo z požadavků dotujícího objednatele.
Mnozí dopravci poskytují přepravu na některých linkách zcela bezplatně. To je typické v případech, kdy dopravu plně dotuje objednatel (například obec, provozovatel obchodního, výstavního nebo sportovního centra nebo jiné placené akce atd.) nebo ji sám na vlastní náklady provozuje, a to buď z veřejných prostředků ve veřejném zájmu, nebo z vlastních prostředků ve vlastním komerčním zájmu.
Bezplatná přeprava je v České republice například na některých místních skibusových linkách, ve městech jsou bezplatné některé speciální autobusové linky k obchodním centrům, některá města experimentují či experimentovala s bezplatnou dopravou na běžných linkách městské autobusové dopravy (například v Třeboni v letech 2002–2007, v Hořovicích od března 2008, ve Valašském Meziříčí v létě 2009, v Přelouči prvních několik měsíců provozu nové MHD na přelomu let 2009 a 2010 atd. V Hradci Králové je od července 2008 v městských autobusech a trolejbusech povolena bezplatná přeprava mezi železničním nádražím a novým autobusovým terminálem.
Pokud je doprava stejně z převážného podílu dotována, zavedením bezplatné přepravy dojde k úspoře nákladů na odbavovací systém, tedy zařízení a případně personálu pro tisk, výdej, označování a kontrolu jízdenek, na manipulaci s tržbami a související administrativu i bezpečnostní opatření, kontrolu cestujících atd. Zvýšení podílu dotace na 100 % tak nemusí znamenat absolutní zvýšení dotace.
Vzhledem k tomu, že právní řád předpokládá uhrazení jízdného jako podmínku uzavření přepravní smlouvy, není bezplatná přeprava pojímána jako jízda bez jízdného ale jako jízdné s nulovým jízdným, například bezplatnou přepravu na železnici řadí výměr ministerstva dopravy mezi případy tzv. „zvláštního jízdného“. V některých obdobích a u některých dopravců se dokonce pro osoby s nárokem na bezplatnou přepravu vydávaly jízdenky s nulovou cenou, což mělo význam zejména pro sledování přepravních potřeb a vytíženosti vozidel: jinak obvykle jako jízdní doklad slouží obecný nebo speciální dlouhodobý průkaz dokládající nárok na bezplatnou přepravu; u dětí do 6 let se obvykle žádný jízdní doklad nevyžaduje.
Ve státech, kde existují speciální systémy školních autobusů, hradí obvykle náhrady na provoz plně škola nebo státní orgány.
V České republice ministerstvo financí výměrem stanoví povinný rozsah bezplatné přepravy a slev ve většině druhů hromadné veřejné dopravy. Majitel dopravní firmy Student Agency Radim Jančura ve spolupráci s poslancem Evropského parlamentu Josefem Zieleniecem a senátorem Igorem Petrovem se rozhodl soudně napadnout stát, protože dopravcům nehradí bezplatné cestování poslanců a senátorů, na které mají ze zákona č. 236/1995 Sb. nárok. Za tímto účelem provedli oba politici 21. dubna 2006 demonstrativní jízdu z Prahy do Brna, na základě které Radim Jančura následně stát zažaloval o náhradu jízdného. 8. prosince 2006 oznámil Radim Jančura v diskusním pořadu na České televizi, že tento spor se státem vyhrál a vysoudil 270 Kč za přepravu těchto představitelů moci.  Majitel společnosti Radim Jančura plánuje zvýšit podíl RegioJetu na českém trhu železniční dopravy na 35 % a konkurovat tak státnímu dopravci České dráhy.

## Bezplatná přeprava žáků ve Středočeském kraji

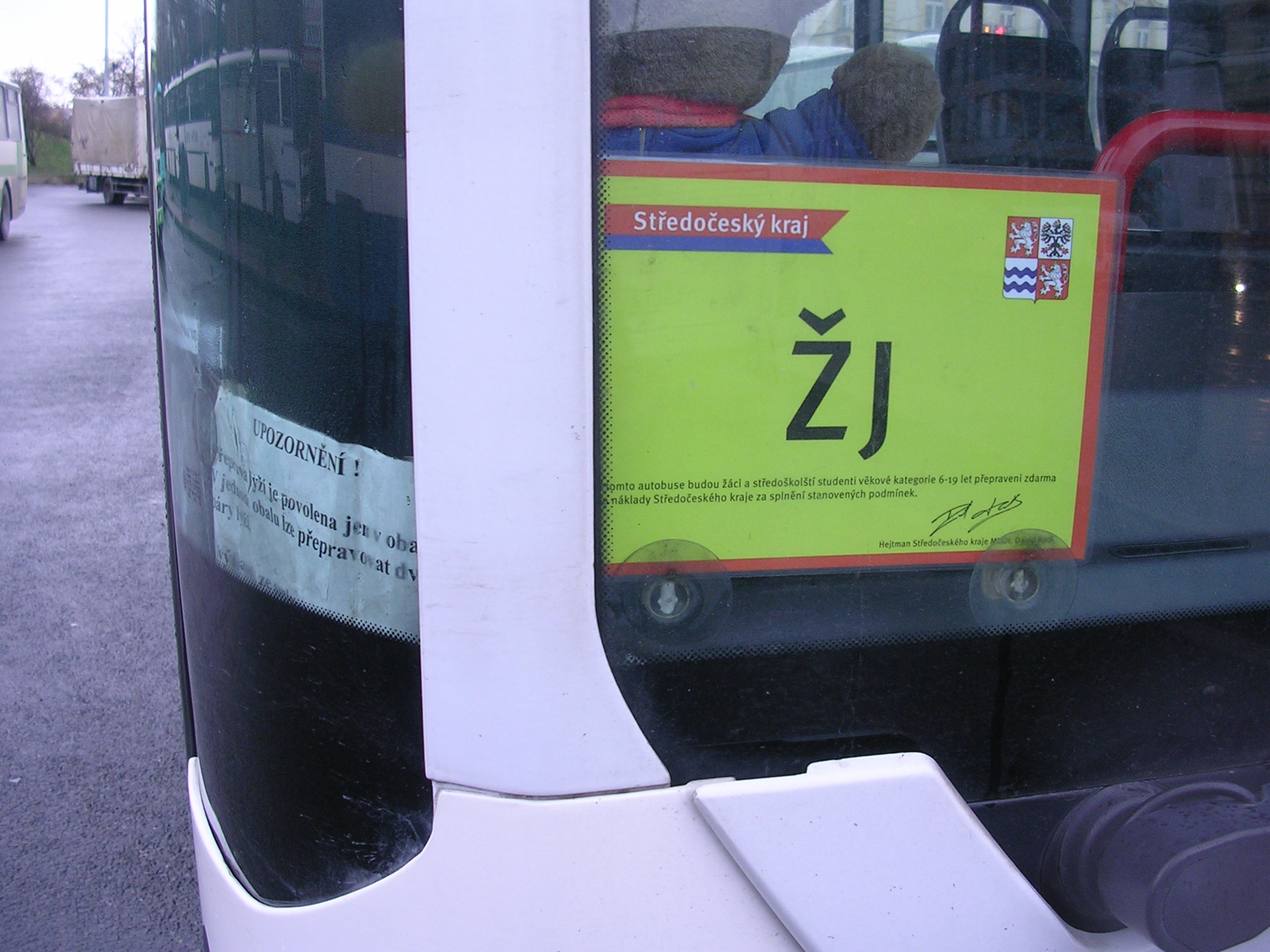
Označení autobusu s bezplatnou přepravou středočeských žáků do škol ve Středočeském kraji

Středočeský kraj v návaznosti na předvolební sliby hejtmana Davida Ratha zavedl bezplatnou autobusovou a železniční přepravu žáků a středoškolských studentů ve věku od 6 do 19 let s trvalým pobytem ve Středočeském kraji do škol na území Středočeského kraje a zpět. Projekt má sloužit k podpoře středočeských škol, proto se nárok nevztahuje na středočeské žáky a studenty dojíždějící do škol středočeského krajského města Prahy, které není součástí kraje. Nárok neplatí ani při přepravě v rámci jednoho města s vlastním systémem MHD a neplatí na linkách MHD. Žákům a studentům s nárokem na toto jízdné jsou za 150 Kč vydávány žluté průkazy s nadpisem Středočeský žákovský a studentský průkaz, přičemž zadní stranu průkazky vyplňují symboly kraje a veliký podpis hejtmana Ratha, všechny autobusy zařazené do systému jsou označeny žlutou cedulkou s výraznými písmeny ŽJ a s logem a znakem kraje a podpisem hejtmana Ratha. Průkazky vydávají pouze autobusoví dopravci ve svých distribučních místech. Nárok na bezplatnou přepravu v určené relaci mají žáci a studenti po všechny dny v týdnu v průběhu školního roku mimo dobu prázdnin. Při cestě má žákům být vydávána tzv. evidenční nebo též úvěrová jízdenka s nulovou cenou.
Ačkoliv podmínky pro slevu nestanovují, že by nárok na slevu byl podmíněný tím, že žák nebo student cestuje bezprostředně na vyučování nebo z vyučování, objevily se v médiích zprávy, že někteří úředníci (například náměstek hejtmana Robin Povšík) využívání bezplatné přepravy pro cesty ve stanovené relaci mimo dobu vyučování (například ve večerních hodinách) označují za zneužívání a někteří řidiči (například Stanislav Horvát z ČSAD Benešov) se takové bezplatné přepravě brání a slevu v rozporu se stanovenými podmínkami odpírají.
Kamil Zajíček, jednatel občanského sdružení Kraj bez Ratha, naznačil, že podle odposlechnutých hovorů řidičů slevu zneužívají i dopravci tím, že vykazují více přepravených žáků, než kolik jich skutečně přepravili. Kladenský primátor zvolený za ODS Dan Jiránek kritizoval, že žákovská průkazka nemá formu čipové karty, jejíž užívání by bylo snáze kontrolovatelné, ale obyčejné papírové kartičky. Do 4. února 2010 o průkazku požádalo 44 tisíc dětí, ačkoliv kraj původně počítal s 30 tisíci.
Kladenský primátor Dan Jiránek označil Rathovo nulové žákovské jízdné za protiústavní, protože zavádí dvojí ceny a diskriminuje obyvatele velkých měst a okresů kolem Prahy. Krom toho podle Jiránka opatření ohrožuje venkovské školy, protože více dětí začalo dojíždět do škol do měst, a zánik venkovské školy je téměř nevratná změna, a plné dotování jízdného je plýtváním prostředků, které měly být využity jinde.
Mladá Boleslav pod vedením primátora Raduana Nwelatiho (ODS) rozhodla o tom, že v rámci tamější MHD se přepravují bezplatně děti a mladiství do 15 let, důchodci nad 70 let, rodiče pečující o dítě ve věku do čtyř let nebo o dítě dlouhodobě zdravotně postižené a držitelé Janského plakety za dárcovství krve.

## Regulace jízdného v České republice
V České republice tradičně patří značná část veřejné hromadné dopravy mezi služby s regulovanými cenami. Seznam zboží s regulovanými cenami vydává Ministerstvo financí České republiky každoročně v Cenovém věstníku v prosinci předchozího roku jako svůj výměr číslo 1 v příslušném roce. Pro rok 2011 poprvé nebyl vydán samostatný výměr,
ale oprava č. 5/2010.
Kromě toho uplatňují cenovou regulaci také veřejnoprávní objednavatelé dotované dopravy, kteří obvykle objednávku dopravy podmiňují tím, že tarif musí odpovídat jejich požadavkům.
V roce 2009 platily tyto státní regulace cen jízdného:
Přímo ministerstvem nejsou stanoveny žádné maximální ceny (viz část I oddíl A výměru), ale jen věcná regulace, některé požadavky na bezplatnou přepravu a procentuální slevy ve vztahu k základnímu jízdnému, avšak například věcná regulace cen neintegrované ne-městské autobusové dopravy je provedena tabulkou cen, která fakticky má povahu stanovení maximální ceny. Pro jednotlivé typy dopravy platí různé podmínky:
- vnitrostátní železniční pravidelná veřejná osobní doprava: prakticky na veškerou takovou dopravu se vztahuje věcné usměrnění cen dle přílohy č. 4 výměru MF. Regulace se nevztahuje na místenky a lůžkové a lehátkové lístky. Bezplatná je přeprava omezeného počtu dětí do 6 let a dále vybraných představitelů státní moci v 1. i 2. vozové třídě. Pro děti od 6 do 15 let musí být v 1. i 2. vozové třídě poskytnuta sleva nejméně 50 % (při přepravě do škol a ze škol ve 2. vozové třídě sleva nejméně 62,5 %), důchodci mají nárok na slevu nejméně 50 % ve 2. vozové třídě, žáci a studenti ve věku od 15 do 26 let nárok na slevu nejméně 25 % za stanovených podmínek při přepravě do škol a ze škol. Rodiče nebo opatrovníci navštěvující děti v ústavech sociální péče apod. mají ve 2. vozové třídě nárok na slevu nejméně 50 % nebo nejméně 75 % podle stanovených okolností. Slevu nejméně 75 % mají ve 2. vozové třídě držitelé průkazů ZTP a ZTP/P, průvodce držitele průkazu ZTP/P má nárok na bezplatnou přepravu. Výměr stanoví poměrně podrobně požadavky na časovou platnost a náležitosti jízdenek zásady pro výpočet tzv. lomeného jízdného (je-li při též cestě projet jeden úsek vícekrát) atd.
- městská hromadná doprava: ministerstvo umožňuje krajům a obcím stanovit nařízením maximální ceny pro městskou a příměstskou dopravu provozovanou v rámci městské hromadné dopravy (část I oddíl B výměru, bod 3, a část II položka 5). Část II bod 5 výměru stanoví povinně bezplatnou přepravu dětí do 6 let věku, představitelů státní moci vymezených zákonem č. 236/1995 Sb., držitelů průkazů ZTP (případně s průvodcem) a povinnou nejméně 50% slevu měsíční nepřenosné časové jízdenky pro území města pro děti od 6 do 15 let, žáky a studenty za specifikovaných podmínek.
- integrovaná doprava: ministerstvo umožňuje krajům a obcím stanovit nařízením maximální ceny pro vnitrostátní veřejnou linkovou osobní dopravu a vnitrostátní železniční osobní dopravu provozovanou v rámci integrované dopravy (část I oddíl B bod 2 a příloha č. 3 výměru). Pro tuto dopravu platí zároveň také věcné usměrnění cen (část II bod 3 a příloha č. 4 výměru), podle něhož cena jízdného smí zahrnovat jenom oprávněné náklady a tzv. přiměřený zisk, který je definován příslušnými předpisy. Příloha č. 3 výměru stanoví, že do integrované dopravy se zahrnují na železnici vlaky 2. třídy a podmínky se nevztahují na vlaky vyšší kvality. Dále je stanovena pro případ, že kraj nebo obec uplatní regulaci, bezplatná přeprava omezeného počtu dětí do 6 let, vybraných představitelů státní moci a průvodců držitele průkazu ZTP/P. Povinná je sleva nejméně 50 % pro děti ve věku od 6 do 15 let a pro rodiče navštěvující postižené děti v ústavech. V linkách nezařazených do MHD je povinná sleva nejméně 62,5 % pro žáky ve věku od 6 do 15 let a sleva nejméně 25 % pro žáky a studenty denního nebo prezenčního studia ve věku od 15 do 26 let, sleva nejméně 75 % pro držitele průkazek ZTP a ZTP/P. Důchodci starší 65 let mají nárok na slevu nejméně 25 % na časovou předplatní jízdenku. Výměr rovněž vyjmenovává, které předměty a zavazadla jsou osvobozeny od placení dovozného.
- ostatní vnitrostátní linková autobusová doprava: platí věcné usměrnění cen (část II bod 4 výměru a příloha č. 5). Příloha č. 5 obsahuje tabulku tzv. „cen pro propočet plného (obyčejného) věcně usměrňovaného jízdného“ v závislosti na kilometrických pásmech, což je fakticky tabulka maximálních cen. Pro úsek 0 tarifních km není cena stanovena, pro pásmo 1–4 km je tato cena stanovena na 8 Kč a v průměru se zvyšuje o necelou korunu za kilometr, pro 421–440 km činí 364 Kč a dále za každé započaté 20 km pásmo o 18 Kč více. Rovněž jsou stanoveny povinné slevy a povinná bezplatná přeprava některých skupin cestujících (děti, žáci a studenti, držitelé průkazů ZTP, představitelé státní moci) podobně jako u předchozích druhů dopravy. Zatímco v MHD a železniční dopravě může jeden cestující starší 10 let přepravovat bezplatně až 2 děti do 6 let věku, v neintegrované linkové autobusové dopravě výměr zajišťuje toto právo jen jedno dítě, druhé a další dítě do 6 let má nárok na slevu nejméně 50 % (tarif konkrétního dopravce však může poskytnout slevy ve větším rozsahu).
- linková doprava mikrobusy nebo osobními automobily atd. spadá pod regulace pouze tehdy, je-li součástí systému městské hromadné dopravy nebo integrované dopravy. Nepravidelná veřejná doprava (zejména veřejná poptávková doprava), doprava nemotorovými vozidly (potahové vozidlo, rikša atd.) a vodní doprava spadá do regulace pouze je-li provozována v rámci městské hromadné dopravy, která však není pro tento účel dostatečně přesně definována.
- taxislužba: ministerstvo umožňuje krajům a obcím stanovit obecně závaznou vyhláškou maximální ceny pro osobní taxislužbu provozovanou na území obce (tj. s výchozím i cílovým místem cesty v téže obci) (část I oddíl B výměru, bod 4). Této možnosti využívají pouze některá města, dlouhodobě například Praha (viz článek Taxislužba v Praze).

Pro rok 2010 jsou ve výměru MF ČR č. 01/2010 ze dne 8. 12. 2009 stanoveny regulace podobně jako pro rok 2009.
Pro rok 2011 byla opravou č. 05/2010 k výměru č. 01/2010 zrušena povinnost bezplatné přepravy poslanců, senátorů a soudců ústavního soudu.
Jakákoliv regulace cen je podle § 1 odst. 6 Zákona o cenách (526/1990 Sb.) přípustná jen tehdy, je-li trh ohrožen účinky omezení hospodářské soutěže, které by se mohly negativně projevit v úrovni cen sjednávaných mezi prodávajícím a kupujícím. Oprávnění obcí nebo krajů k regulaci cen dané výměrem ministerstva je uplatnitelné pouze v případě splnění této podmínky, což v příslušných výměrech ministerstvo i výslovně připomíná.